# Holden Utility
Der Holden Utility ist ein Pick-up der australischen GM-Division Holden. Es gab ihn als
- 1951–1968 als Serie 50-2106, FJ, FE, FC, FB, EK, EJ, EH, HD und HR Standard, teils auch Special
- 1968–1985 als Serie HK, HT, HG, HQ, HJ, HX, HZ und WB Belmont
- 1990–2000 als Serie VG, VR Commodore (von 85 bis 90 war kein Finanzrahmen für einen Pick-up vorhanden, 1990 wurde er auf Basis des VN aufgelegt)

Aktueller Nachfolger ist der Holden Ute, der als eigenständige Baureihe auch als One Tonner (verstärktes Fahrwerk) und Crewman (Doppelkabine) gebaut wird. Alle früheren Holden-Pick-ups werden auch gern ‚Ute‘ anstatt ‚Utility‘ genannt, den Namen verwendet Holden aber erst seit 2000.